# Ferfila
Ferfila je priimek v Sloveniji, ki ga je po podatkih Statističnega urada Republike Slovenije na dan 1. januarja 2010 uporabljalo 55 oseb in je med vsemi priimki po pogostosti uporabe uvrščen na 7.019. mesto.

## Znani nosilci priimka
- Avguštin Ferfilla (~1612 - 1669), kipar, kamnosek, podobar
- Bogomil Ferfila (*1951), ekonomist, politolog, univ. profesor, publicist (potopisec)
- Franjo Ferfila (Ferfilla) (1845 - 1915), narodni, politični in gospodarstveni delavec, mecen
- Ignac Ferfila, partizanski komisar
- Matija Ferfilla (2. pol. 17.stol.), pravnik, sodnik na Dunaju, ekonomist, publicist